# Megaselia senegalensis
Megaselia senegalensis är en tvåvingeart som beskrevs av Ronald Henry Lambert Disney 1980. Megaselia senegalensis ingår i släktet Megaselia och familjen puckelflugor.
Artens utbredningsområde är Senegal. Inga underarter finns listade i Catalogue of Life.